# Hanička (dělostřelecká tvrz)
Tvrz Hanička byla vybudována v letech 1936 – 1938 jako součást Československého opevnění. Od druhé poloviny 70. let 20. století začala být Hanička tajně přebudovávána na protiatomový kryt.

## Základní údaje
Z rozhodnutí ŘOP (ředitelství opevňovacích prací) byla tvrz umístěna jižně od kóty 994 Ernestinenberg (dnes 991,5 Anenský vrch) nad Rokytnicí v Orlických horách. Celkový počet objektů byl původně vypočítán na čtyři, ale postupem času se měnil od osmi až se zastavil na dnešních šesti. Jedná se o objekty R–S 76, R–S 77, R–S 78, R–S 79, R–S 79a, R–S 80 a dělostřeleckou pozorovatelnu R–S 91. Ředitelství opevňovacích prací na svých výkresech označilo Haničku krycím písmenem „H“. Pevnost nebyla označována pouze jako Hanička, ale také jinými názvy, například v Denkschriftu byla označována jako Panské Pole - Herrenfeld. Celkový rozpočet tvrze v boji nebo při jejím stálém udržování nebyl nikdy vypočítán. Tvrz byla již 30. září 1938 stavebně dokončena. V roce 1940 byly na ni zkoušeny podkaliberní střely Röchling.
Své jméno dostala Hanička po nedaleké osadě, která je dnes součástí Rokytnice v Orlických horách.

## Projektování a řízení výstavby
Projektantem tvrze byl kpt. žen. Ing. Bedřich Kubec, projektování pevnosti mu trvalo asi půldruhého roku. Výstavba spadala pod ženijní skupinové velitelství X. – Rokytnice v Orlických horách. Tvrz byla budována na podúseku 3/X (původně 10/III) jehož velitelem byl mjr. stav. Ing. Rudolf Hušák. Stavbyvedoucí pevnosti byl npor. stav. Ing. Karel Beran. Ženijní vojsko také na stavbu přidělilo svého zřízence kpt. žen. Ing. Bedřicha Kubece a ostatní příslušníky vojenského stavebního dozoru npor. stav. Ing. Michaela Buriana, por. stav. Arnošta Kasnera a ppor. přes. sl. Ing. Josefa Podbrdského. ŘOP na stavbu přidělilo také své civilní zaměstnance a to tech. úř. Ing. Karla Bártu, tech. úř. Josefa Botelu a tech. úř. Rudolfa Voštu.

## Firma a stavební práce
Soutěž na výstavbu pevnosti byla vypsána výnosem MNO (ministerstva národní obrany) čj. 3.213/Taj.hl.št. ŘOP 1936. Současně s touto soutěží byla vypsána také soutěž na výstavbu pevnosti Bouda. Lhůta k dodání nabídek byla stanovena na 18. srpna 1936 v 9.00 hodin. Soutěže se zúčastnily firmy Kruliš, Hlava, Lanna, Velfík, Záruba-Pfeffermann a Konstruktiva. Vyhrála pouze jedna a to ing. Bedřich Hlava, úředně autorisovaný civilní inženýr stavební a stavitel, Praha II, Riegrovo nábřeží 14. Následně byla zadána stavba a to výnosem MNO čj. 4.069/Taj.hl.št. ŘOP 1936 z 28. 8. 1936. Zadávací částka výstavby činila 22 571 403,24 Kč. Pevnost měla být postavena za 24 měsíců a prvním stavebním dnem se stalo 14. září 1936. Původně bylo zadáno k výstavbě 5 objektů, 6. dělostřelecký srub byl ještě na rýsovacím prkně a byl zadán později a to výnosem MNO čj. 27.791/Taj.hl.št. ŘOP 1937. Jeho zadávací částka byla 3 080 792, 80 Kč a díky tomu byla celková doba výstavby prodloužena o 3 měsíce do 1. 12. 1938. Objekt byl vybetonován už 7. - 14. 6. 1938. Betonáž prvního objektu byla dokončena 28. srpna 1937, byl to objekt R-S 77. Při výstavbě bylo na stavbě ke 30. 4. 1938 18 úředníků a 584 dělníků. Výstavba měla i své oběti, jmenovitě:
- Jan Tacl, dělník, 18. 2. 1937, šachta objektu R–S 76 – při kontrole výtahové šachty a vedení výtahu vypadl z koše a na dně šachty se zabil
- Václav Spinar, dělník, 12. 5. 1937, mimo staveniště tvrze – při skládání sloupu na zem
- František Franc, dělník, 29. 8. 1938, (30. 8. 1938 Rychnov nad Kněžnou), lom firmy – zemřel v nemocnici po pádu z lešení

Ostatní úrazy při výstavbě:
- Jan Petraš, dělník, 7. 12. 1936, při pažení jámy jej poranil spadlý klín v obličeji
- Josef Klouček, dělník, 8. 12. 1936, při vyhazování materiálu ze šachty jej zranil spadlý kámen na boku
- Josef Kodytek, dělník, 8. 1. 1937, koš výtahu mu uskřípl prostředník levé ruky
- Otto Zwetschke, dělník, 18. 1. 1937, při vyhazování materiálu ze šachty jej poranil kámen na hlavě
- František Mareš, dílovedoucí, 26. 1. 1937, při měření byl poraněn na hlavě a noze uvolněným kamenem ze stropu
- František Beran, dělník, 4. 2. 1937, při vyhazování kamení ze šachty jej poranil spadlý kámen na kyčli
- Adam Škvavček, minér, 12. 3. 1937, při odstřelu jej poranil kámen do spánku na hlavě
- Michal Plosza, dělník, 15. 3. 1937, přirazil jej vyjetý vozík ke sloupu, což mu způsobilo pohmoždění hrudníku
- Gabriel Zaťko, dělník, 4. 5. 1937, pádem z lešení si způsobil pohmoždění
- Karel Kuba, dělník, 12. 5. 1937, při dopravě materiálu autem si způsobil pohmoždění
- Jakub Mykyska, střelmistr, 19. 5. 1937, při adjustování patron vybuchla jedna rozbuška a způsobila mu těžké zranění levé ruky a levého oka
- Miroslav Bohumil, kovář, 6. 12. 1937, sesunuté železo mu pohmoždilo nohu

## Seznam všech zadaných objektů

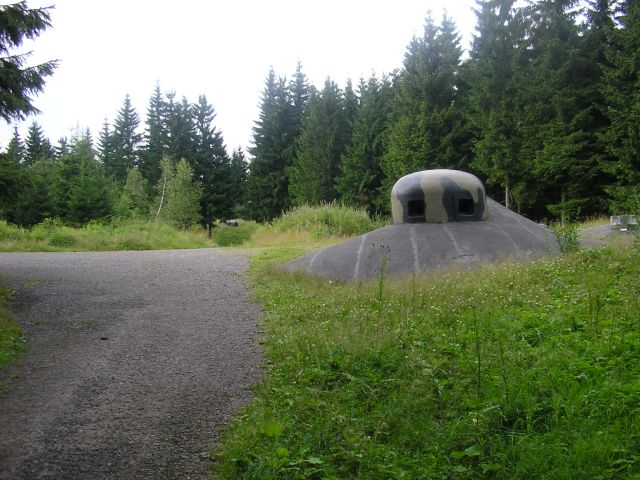
R-S 78 a vzadu R-S 77

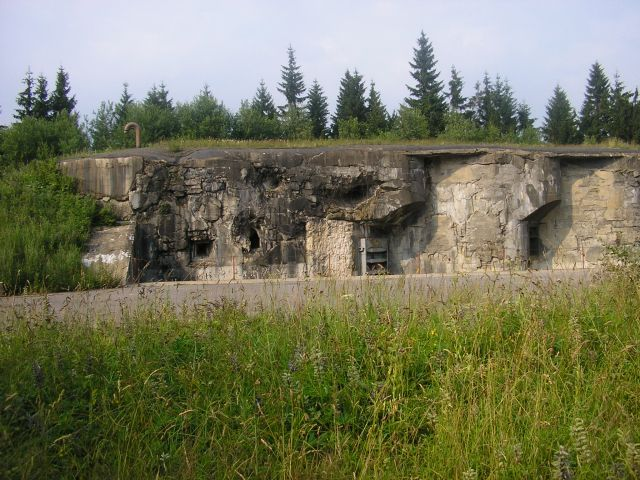
R-S 79

- R–S 76 „Lom“, 14. září – 19. září 1937, 2 274m3
- R–S 77 „Pozorovatelna“, 23. srpna – 28. srpna 1937, 2 173m3
- R–S 79 „Na mýtině“, 5. listopadu – 9. listopadu, 15. listopadu – 22. listopadu 1937, 5 598m3
- R–S 79a „U silnice“, 25. dubna – 4. května 1938, 4 300m3
- R–S 80 „Potůček“, 21. říjen – 26. říjen 1937, 1 997m3
- R–S 78 „Na pasece“, 18. září – 23. září 1937, 1 185m3

Společně se stavbou tvrze byly betonovány také izolované pěchotní sruby:
- R–S 75 „U křížku“, 14. červenec – 20. červenec 1937, 1 774m3
- R–S 81 „U obrázku“, 2. srpen – 6. srpen 1937, 1 151m3

## Osádka
Velitelem pevnosti byl jmenován mjr. pěch. Jaroslav Mikuláš Novák, jeho plánovaná hodnost byla podplukovník generálního štábu. Osádku mělo tvořit 426 mužů a měl to být Útvar zřízený dne 10. května 1938 (jako zvláštní útvar „H“, dnem 1. srpna 1938 přejmenován na VII. prapor hraničářského pluku 19). Zřizovací výnos tohoto útvaru byl MNO čj. 11.020/Taj. hl. št. ŘOP 1938 z 27. 4. 1938. Plánovaný válečný stav útvaru byl 27 důstojníků, 9 rotmistrů, 390 mužů. Velikost jednotky ubytované v podzemí na obranu intervalu byla jedna rota pěchoty. V míru měla být celá osádka ubytovaná v Mírových kasárnách Rokytnice v Orlických horách a to společně se III. praporem pluku. Jmenný seznam důstojníků tvrze v září 1938 a jejich funkční zařazení:
- škpt. děl. Josef Škodík – velitel baterie R–S 79
- por. děl. Jan Korba – 1.důstojník baterie R-S 79
- por. pěch. Josef Chalupecký – velitel osádky
- por. pěch. František Urban – velitel osádky
- por. děl. Antonín Drahoš – pozorovatel

## Osud po 2. světové válce
Po válce se o pevnost starala rokytnická posádka čs. armády. Do roku 1969 byla Hanička zdrojem pitné vody pro blízkou Rokytnici. V 50. letech n.p. Kovošrot bez povolení vytrhával na objektech pancéřové zvony a kopule, na tvrzi Hanička vytrhl 7 ze 14 zvonů.
Začátkem 70. let byla tvrz zpřístupněna veřejnosti a v roce 1972 zde natáčel Otakar Vávra záběry pro film „Dny zrady“. V roce 1975 byla tvrz uzavřena veřejnosti Federálním ministerstvem vnitra ČSSR, které ji chtělo přestavět na novodobý protiatomový kryt. Práce pokračovaly i po roce 1989 až do roku 1993. V roce 1993 byla označena jako nepotřebná a byla převedena do majetku Okresního úřadu v Rychnově nad Kněžnou. Později byla pronajata městu Rokytnice a poté převedena do jejího majetku. V roce 1995 byla Hanička zpřístupněna veřejnosti. V roce 2006 byla vyhlášena kulturní památkou.